# Pierce megye (Észak-Dakota)
Pierce megye az Amerikai Egyesült Államokban, azon belül Észak-Dakota államban található. Megyeszékhelye és legnagyobb városa Rugby. Lakosainak száma 3990 fő (2020. április 1.).

## Szomszédos megyék
- Rolette megye (észak)
- Towner megye (északkelet)
- Benson megye (kelet)
- Wells megye (délkelet)
- Sheridan megye (délnyugat)
- McHenry megye (nyugat)
- Bottineau megye (északnyugat)

## Népesség
A megye népességének változása:
| Lakosok száma | 4361 | 4386 | 4467 | 4451 | 4312 | 3990 |
|               | 2010 | 2011 | 2012 | 2013 | 2015 | 2020 |